# Баумхауэр, Эдуард Генри фон
Эдуард Генри фон Баумхауэр (нем. Eduard Heinrich von Baumhauer; 1820—1885) — голландский химик и геолог.

## Биография
Родился  18 сентября 1820 года в Брюсселе в семье Willem Theodorus von Baumhauer (1785–1849) и его жены Apolonia Joanna (урождённая Croese, 1791–1854).
Обучался в Утрехтском университете, где в 1843 году под руководством Саймона Карстена получил степень Dr. Litt. Hum., а в 1844 году получил докторскую степень, защитив диссертацию по химическому анализу метеоритных пород у Геррита Мульдера, который оказал значительное влияние на научную карьеру Баумхауэра.
Основной областью деятельности Эдуарда Баумхауэра была химия, в частности аналитическая химия, и в этой области науки он опубликовал множество работ. Также его интересовали и другие научные темы: алмазы, моллюски, алкометрия, метеорология и анализ метеоритных пород.
Баумхауэр являлся членом многих научных обществ: с 1858 года он был членом Королевской академии наук и искусств Нидерландов, в 1877 году был избран членом Американского философского общества. 3 июля 1882 года он стал членом (регистрационный № 2348) немецкой академии естествоиспытателей Леопольдина. C 1864 по 1885 год был секретарём Голландского общества наук (Koninklijke Hollandsche Maatschappij der Wetenschappen).
Умер 18 января 1885 года в Харлеме.